# Seven Fingered Jack
Le Seven Fingered Jack est une montagne des North Cascades dans l'État de Washington dans le Nord-Ouest des États-Unis.

## Géographie
Le sommet de la montagne culmine à 2 774 m. Les différentes rivières qui s'écoulent dans la région, comme la rivière Entiat, appartiennent au bassin du fleuve Columbia.
La montagne est située à l'extrémité septentrionale des monts Entiat, une subdivision de la chaîne des Cascades. Avec les proches mont Maude et mont Fernow, ils forment le cirque d'Entiat. La montagne et ses environs sont préservés dans la forêt nationale de Wenatchee et plus précisément au sein de l'aire sauvage Glacier Peak Wilderness.

## Histoire
Dans le passé, la montagne portrait le nom d'Entiat Needle. Son nom actuel lui a été donné par Albert H. Sylvester, un topographe de l'USGS devenu responsable de la forêt nationale de Wenatchee. Durant sa carrière, il donna plus de 3 000 noms à des lieux de la région. En 1932, Richard Alt devient le premier à escalader la montagne.